# Dickeyville
Dickeyville est un village du comté de Grant, dans l'État du Wisconsin, aux États-Unis. En 2020, il comptait une population de 1 015 habitants.